# Comté de Lunenburg (Nouvelle-Écosse)
Pour les articles homonymes, voir Lunenburg.

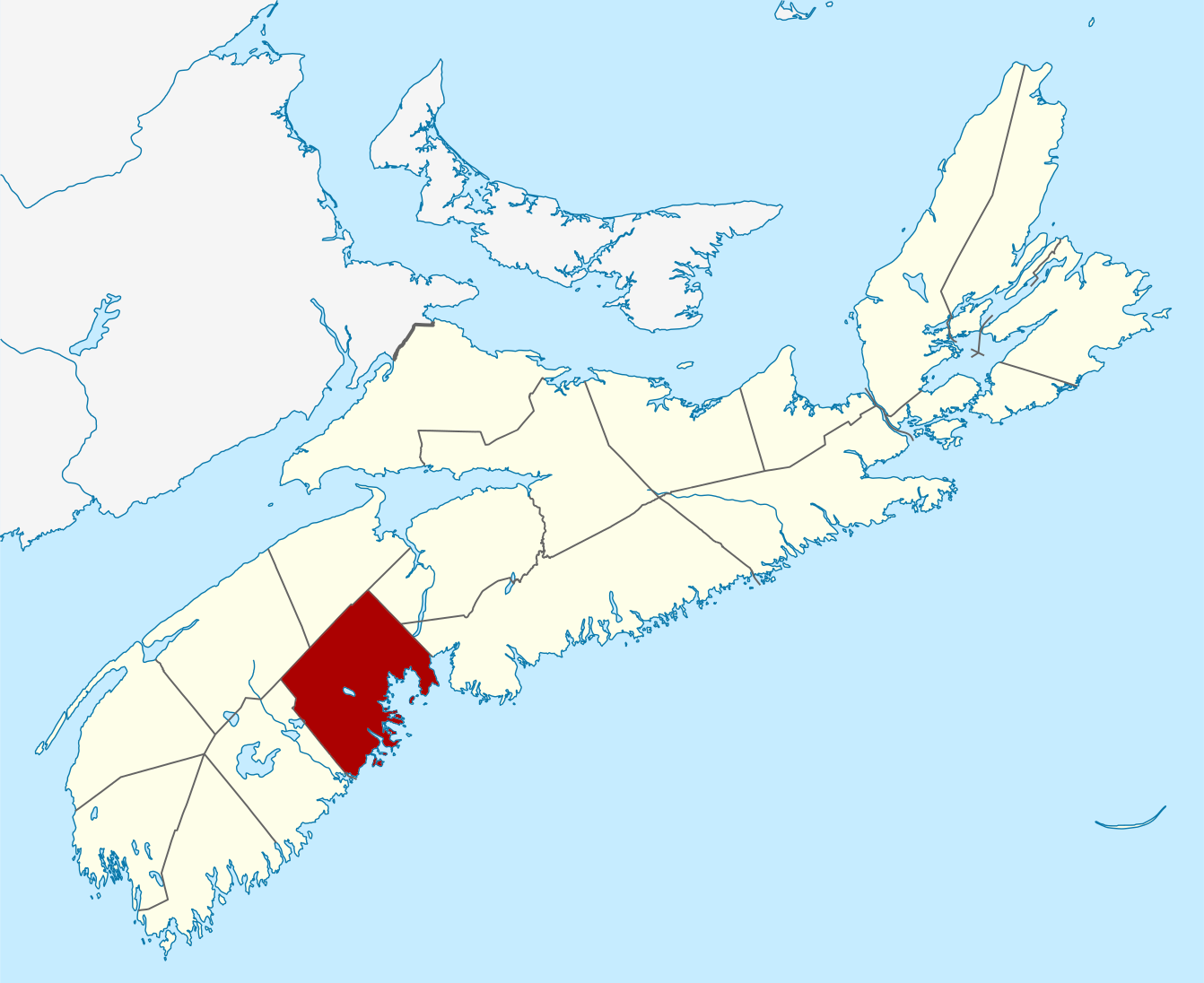
Localisation du comté de Lunenburg

Le comté de Lunenburg est un comté canadien situé dans la province de la Nouvelle-Écosse.

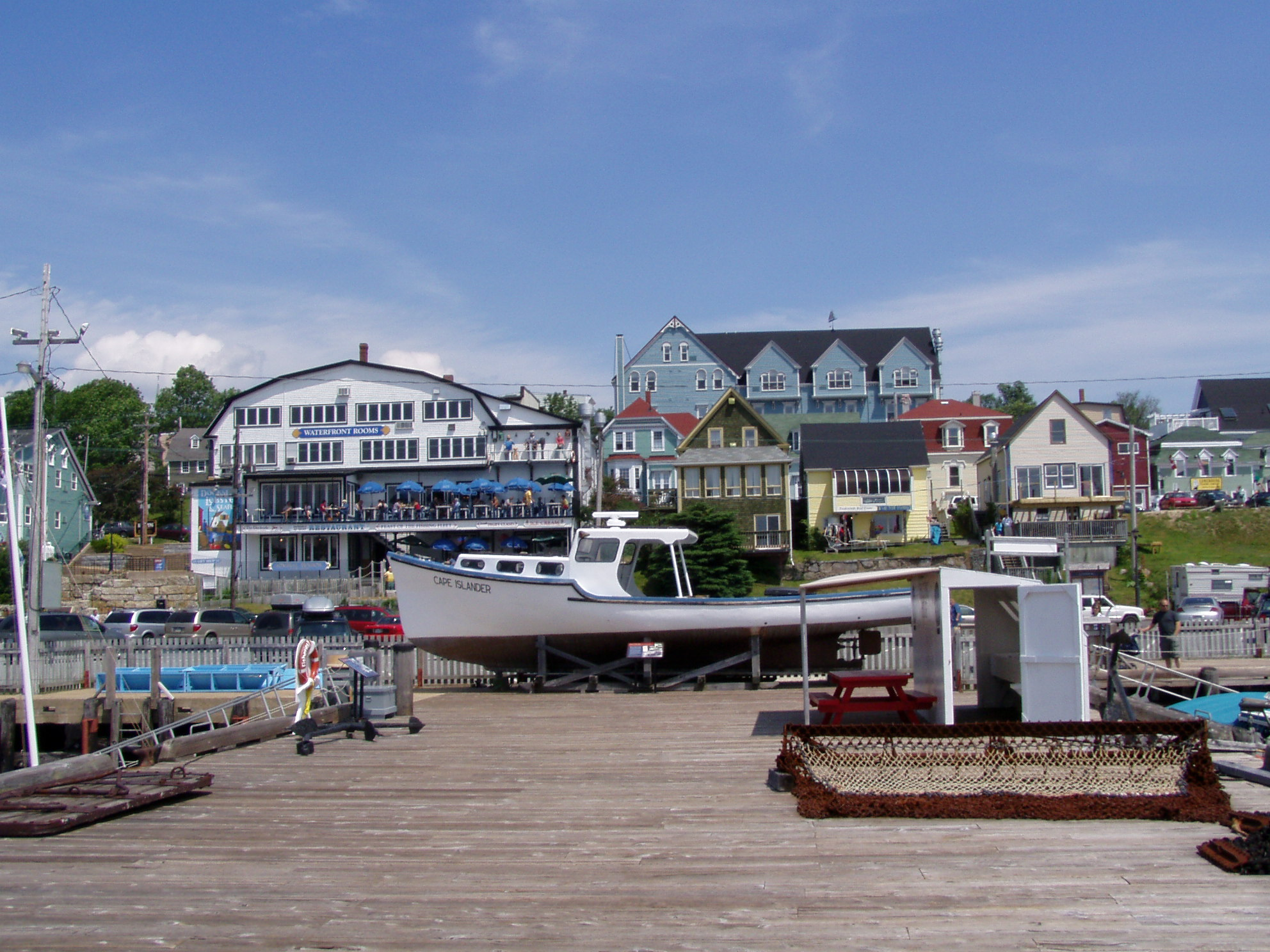
Le comté de Lunenburg est adjacent avec l'océan Atlantique

## Géographie

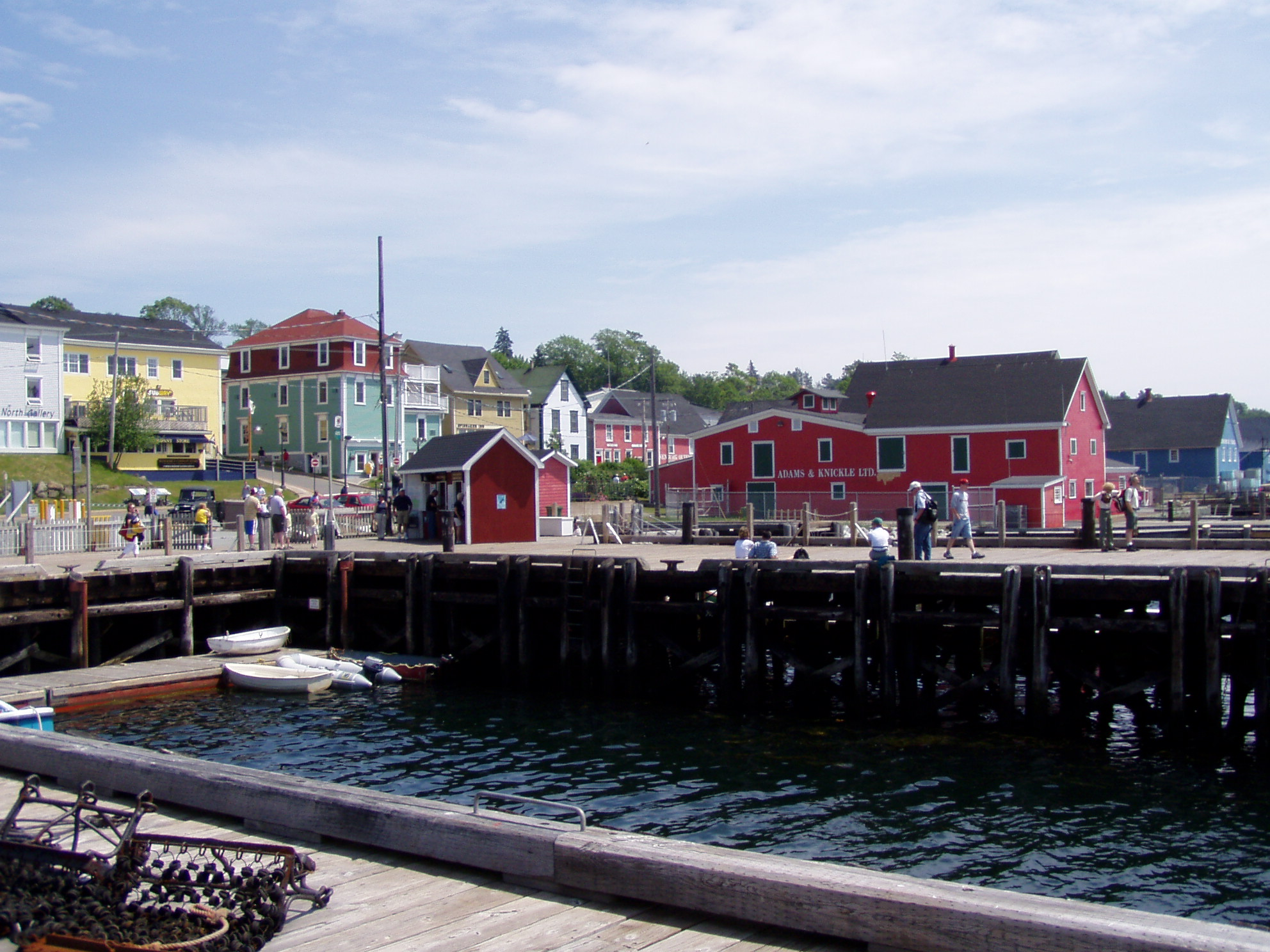
Port de Lunenburg

Le comté de Lunenburg est situé sur la côte Sud de la Nouvelle-Écosse face à l'océan Atlantique. Le comté compte une municipalité de district qui porte le même nom municipalité de district de Lunenburg, ainsi que plusieurs localités, notamment Lunenburg, Bridgewater, Mahone Bay et Chester.
Le comté de Lunenburg est traversé par la rivière du Fleuve La Hève.

## Démographie
| 2001   | 2006   | 2011   | 2016   |
| ------ | ------ | ------ | ------ |
| 47 591 | 47 150 | 47 313 | 47 126 |

## Histoire
Le comté a été dénommé Lunenburg en hommage au roi de Grande-Bretagne et Irlande, George II, duc du duché de Brunswick-Lunebourg, en 1759, après la déportation des Acadiens et pendant le Grand Dérangement des Acadiens.